# باونتي

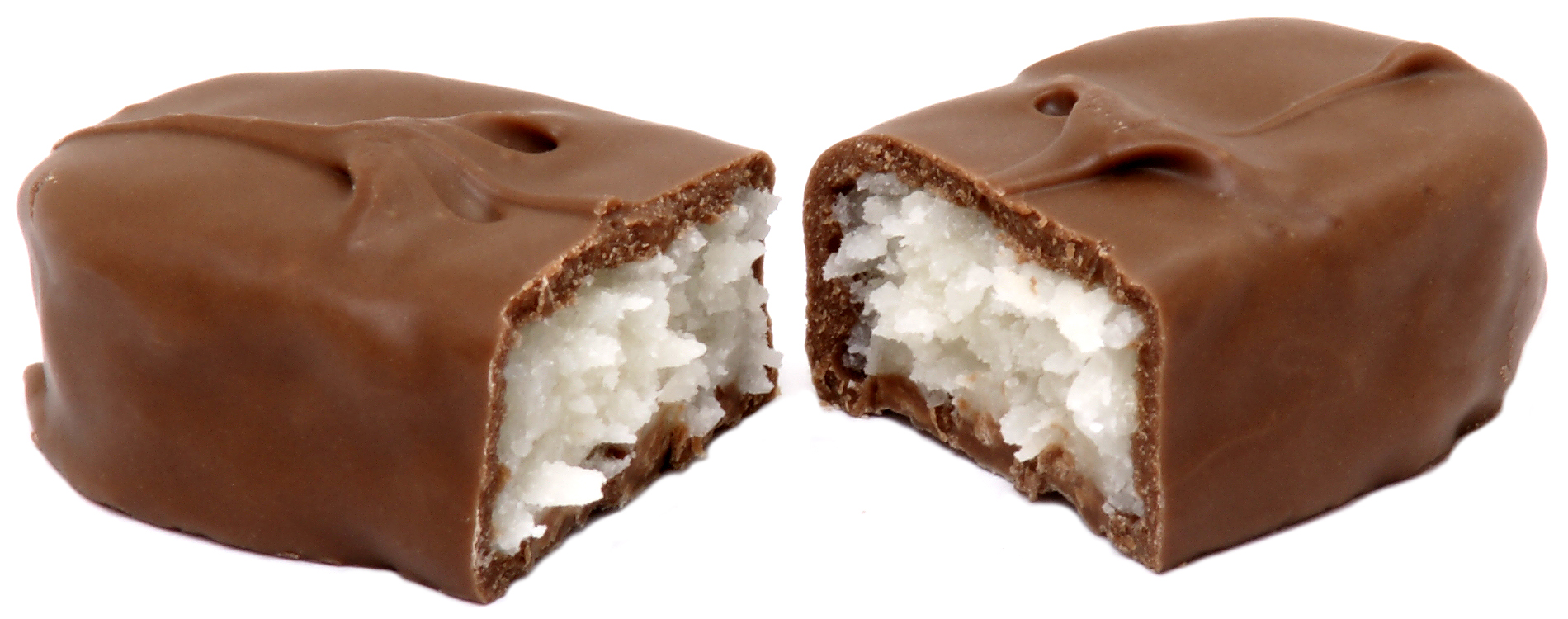
قطعة باونتي مقسمة إلى نصفين

باونتي (بالإنجليزية: Bounty Bar)‏ هو قالب شوكولاته مُصنع من قِبل شركة مارس المتحدة، عُرضت لأول مرة في عام 1951 في المملكة المتحدة وكندا، وهي قطع شوكولاته مملوءة بجوز الهند الأبيض، على مدار تاريخها وُضعت بنكهات مختلفة مثل الكرز في أستراليا والأناناس في روسيا والمانجو في أوكرانيا.